# Изобильное (Акмолинская область)
Изобильное (каз. Изобильное) — село в Степногорской городской администрации Акмолинской области Казахстана, образует административно-территориальную единицу «Село Изобильное».
- Код КАТО — 111849100[2].
- Код КАТО административной единицы — 111849000[3].

## География
Находится примерно в 97 км к северу от центра города Ерейментау и в 115 км от Степногорска. Близ села проходит автодорога P-170.

## История
Основано в 1954 году. Изобильненский сельсовет существовал в 1954-1993 гг., с 1994 г. он стал сельским округом.
Совхоз "Изобильный" существовал в 1954-1996 гг. ТОО "Изобильный" в 1996-1998 гг.. 
В советское время входил в состав Селетинского района. 
Изобильное было административным центром и единственным населённым пунктом Изобильненского сельского округа Ерейментауского района. С 2013 находится в подчинении Степногорской городской администрации.

## Население
В 1989 году население села составляло 1775 человек (из них казахов 49%, русских 24%).
В 1999 году население села составляло 1428 человек (819 мужчин и 609 женщин). По данным переписи 2009 года, в селе проживали 933 человека (493 мужчины и 440 женщин).
По сведениям аппарата акима Изобильного, в селе 220 дворов, 187 из которых имеют подсобные хозяйства.
| Численность населения | Численность населения | Численность населения |
| 1989                  | 1999                  | 2009                  |
| --------------------- | --------------------- | --------------------- |
| 1775                  | ↘1428                 | ↘933                  |